# Ipupiara (lenda)

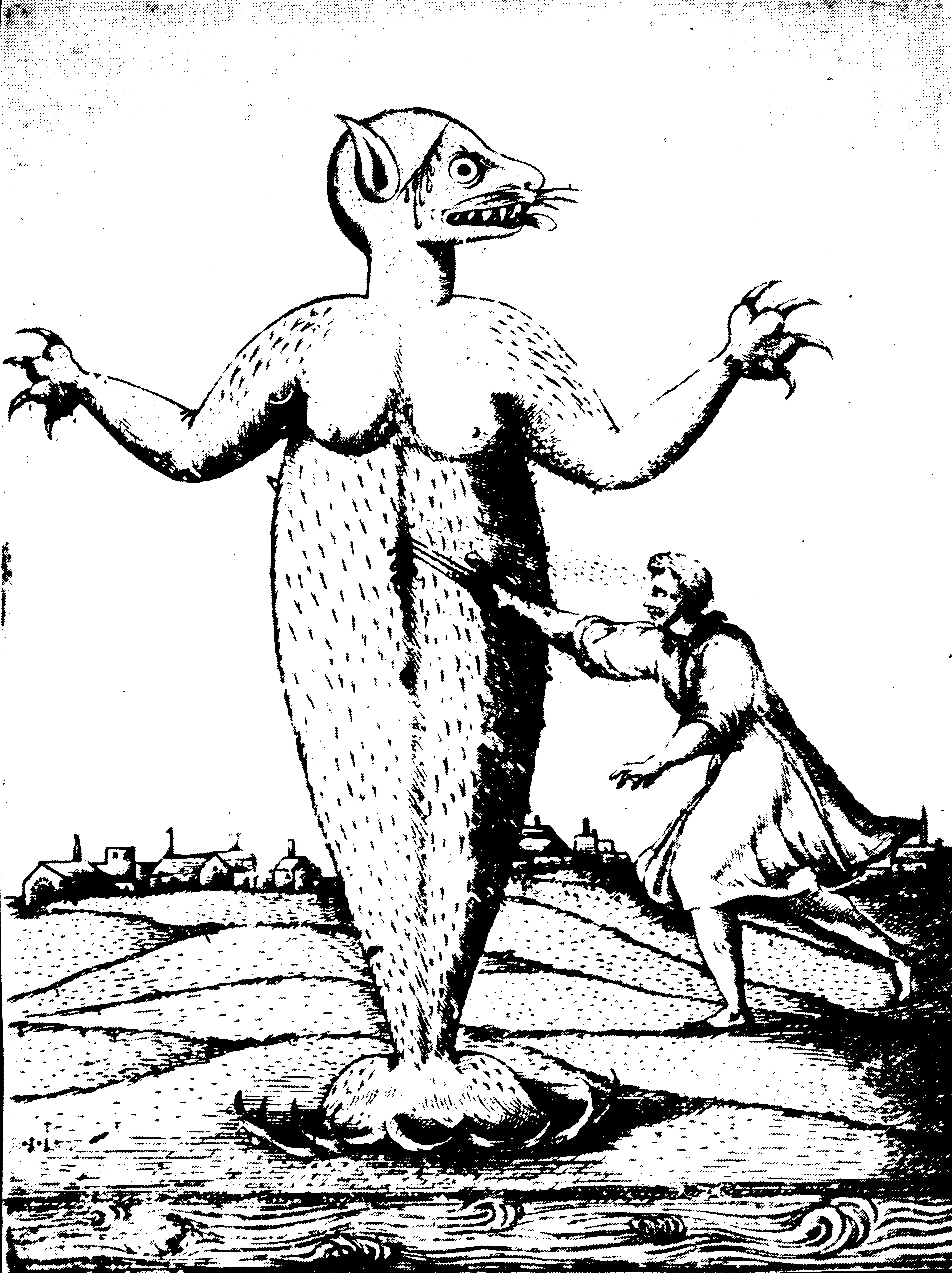
O monstro Ipupiara numa ilustração do livro de Gândavo História da Província de Santa Cruz, lançado em 1576.

O Ipupiara, também chamado de homem-marinho, é uma espécie de monstro marinho que fazia parte da mitologia dos povos tupis que habitavam o litoral do Brasil no século XVI. Segundo a crença popular, ele atacava as pessoas e comia partes de seus corpos.
Segundo relatos do Brasil Colônia, um Ipupiara teria sido encontrado na capitania de São Vicente, no ano de 1564. O historiador e cronista português Pero de Magalhães Gandavo descreveu a criatura como tendo "quinze palmos de comprido e semeado de cabelos pelo corpo, e no focinho tinha umas sedas muito grandes como bigodes. Os índios da terra lhe chamam em sua língua Hipupiara, que quer dizer demônio d'água". Ainda segundo o autor, o monstro marinho teria sido morto pelo bandeirante Baltazar Ferreira.

## Etimologia
"Ipupiara" deriva do tupi antigo 'Ypupîara, que significa "o que mora dentro d'água", ou dentro do rio ('y, água ou rio, pupé, dentro e o sufixo -ygûara, que indica procedência, moradia).

## Ipupiaras na cultura popular

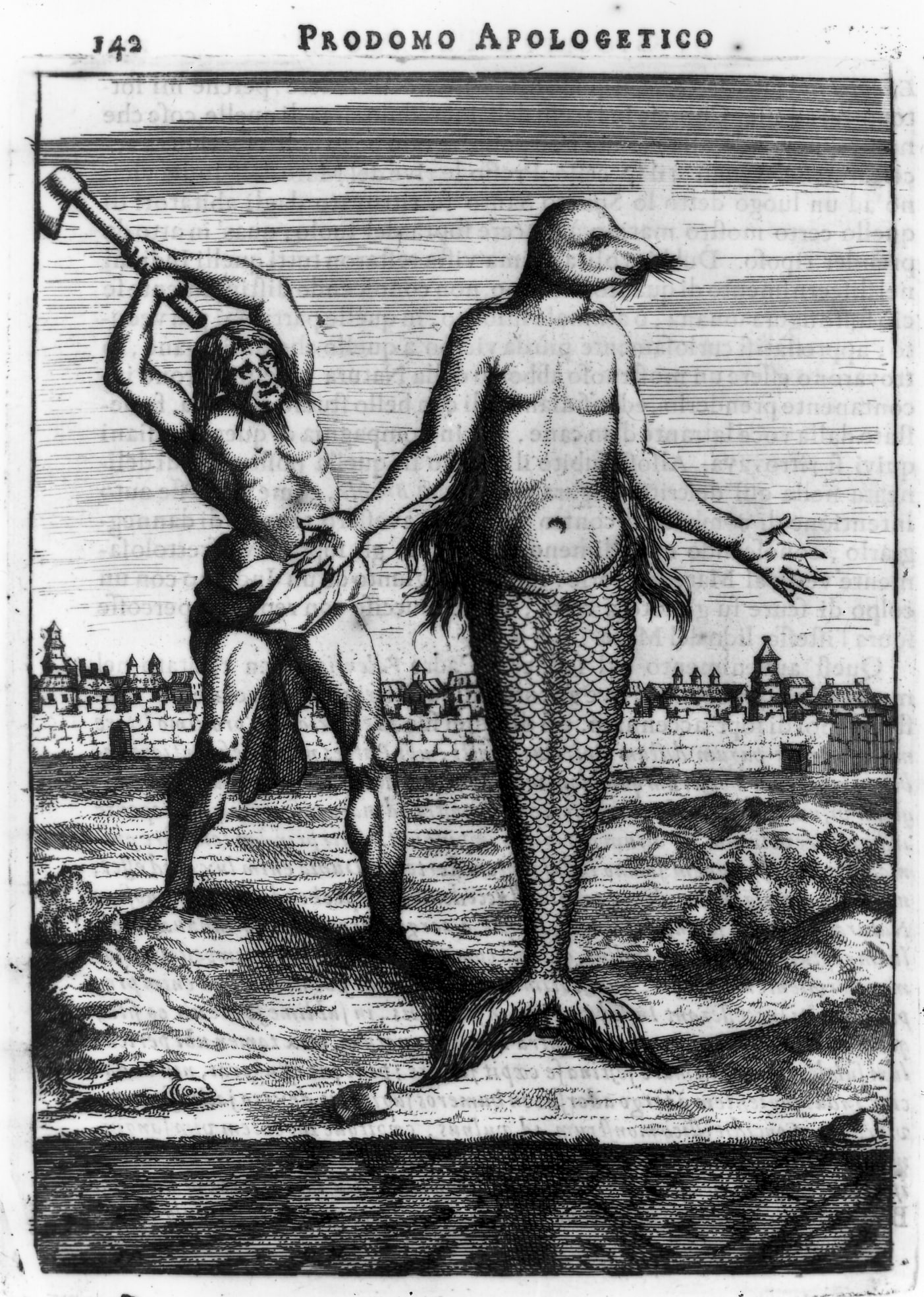
O Ipupiara segundo Valentin Stansel

A lenda amazônica dos homens peixe é explorada no cinema americano, animes e jogos de videogames, sem citar o nome indígena ipupiara, mas se referindo à lenda amazônica e sua origem no Brasil.
No filme O Monstro da Lagoa Negra (1954), o monstro: “Habitava uma remota e desconhecida lagoa localizada numa parte inexplorada da Floresta Amazônica. A criatura aparentemente era conhecida dos nativos pois o capitão do barco Rita, usado pelos pesquisadores, menciona uma lenda local sobre os "homens-peixe".[carece de fontes?]
No jogo de videogame Darkstalkers da Capcom, Rikuo é descrito como um “merman”, o masculino de sereia (mermaid), que mora no Rio Amazonas no Brasil, provavelmente uma representação do ipupiara clássico indígena.[carece de fontes?]
No filme A forma da Água (2017), uma criatura semelhante ao ipupiara é capturado na Amazônia e levado a um laboratório secreto nos EUA. No filme, é mencionado como um deus pelos indígenas brasileiros.
No episódio do anime Don Drácula (1979), ipupiaras se disfarçam de mulheres humanas e viajam do Brasil ao Japão.